# كسوف الشمس 1 يونيو 2076
سيحدث كسوف جزئي للشمس يوم الاثنين 1 يونيو 2076. يحدث كسوف الشمس عندما يمر القمر بين الأرض والشمس، وبالتالي يحجب صورة الشمس كليًا أو جزئيًا عن مشاهد على الأرض. يحدث كسوف جزئي للشمس في المناطق القطبية من الأرض عندما يغيب مركز ظل القمر عن الأرض.

## الخسوفات ذات الصلة

### كسوف الشمس 2076-2079
هذا الكسوف هو جزء من سلسلة كسوف الشمس 2076-2079. يتكرر الكسوف في كل 177 يومًا تقريبًا و4 ساعات في العقد المتناوبة من مدار القمر.
| مجموعات سلسلة كسوف الشمس 2076-2079 | مجموعات سلسلة كسوف الشمس 2076-2079 | مجموعات سلسلة كسوف الشمس 2076-2079 | مجموعات سلسلة كسوف الشمس 2076-2079 | مجموعات سلسلة كسوف الشمس 2076-2079 |
| ---------------------------------- | ---------------------------------- | ---------------------------------- | ---------------------------------- | ---------------------------------- |
| عقدة تصاعدية                       | عقدة تصاعدية                       |                                    | عقدة تنازلية                       | عقدة تنازلية                       |
| ساروس                              | الخريطة                            | ساروس                              | الخريطة                            |                                    |
| 119                                | يونيو 1, 2076 جزئي                 | 124                                | نوفمبر 26, 2076 جزئي               |                                    |
| 129                                | مايو 22, 2077 كلي                  | 134                                | نوفمبر 15, 2077 حلقي               |                                    |
| 139                                | مايو 11, 2078 كلي                  | 144                                | نوفمبر 4, 2078 [الإنجليزية] حلقي   |                                    |
| 149                                | مايو 1, 2079 كلي                   | 154                                | أكتوبر 24, 2079 [الإنجليزية] حلقي  |                                    |

### ساروس 119
وهي جزء من دورة ساروس 119، تتكرر كل 18 سنة، 11 يومًا، وتحتوي على 71 حدثًا.
- بدأت السلسلة بكسوف جزئي للشمس في 15 مايو 850 م.
- يحتوي على كسوف كلي في 9 أغسطس 994 م و20 أغسطس 1012
- كسوف هجين في 31 أغسطس 1030.
- كسوف حلقي من 10 سبتمبر 1048 حتى 18 مارس 1950.
- تنتهي السلسلة في العضو 71 ككسوف جزئي في 24 يونيو 2112.

كانت أطول مدة للمجموع 32 ثانية فقط في 20 أغسطس 1012. كانت أطول مدة حلقية 7 دقائق و37 ثانية في 1 سبتمبر 1625. كانت أطول مدة هجينة 18 ثانية فقط في 31 أغسطس 1030.
| أعضاء السلسلة 54-70 تحدث بين 1801 و2100: | أعضاء السلسلة 54-70 تحدث بين 1801 و2100: | أعضاء السلسلة 54-70 تحدث بين 1801 و2100: |
| 54                                       | 55                                       | 56                                       |
| ---------------------------------------- | ---------------------------------------- | ---------------------------------------- |
| </img> <br /> 21 ديسمبر 1805             | </img> <br /> 1 يناير 1824               | </img> <br /> 11 يناير 1842              |
| 57                                       | 58                                       | 59                                       |
| </img> <br /> 23 يناير 1860              | </img> <br /> 2 فبراير 1878              | 13 فبراير 1896                           |
| 60                                       | 61                                       | 62                                       |
| </img> <br /> 25 فبراير 1914             | </img> <br /> 7 مارس 1932                | </img> <br /> 18 مارس 1950               |
| 63                                       | 64                                       | 65                                       |
| </img> <br /> 28 مارس 1968               | </img> <br /> 9 أبريل 1986               | </img> <br /> 19 أبريل 2004              |
| 66                                       | 67                                       | 68                                       |
| </img> <br /> 30 أبريل 2022              | </img> <br /> 11 مايو 2040               | </img> <br /> 22 مايو 2058               |
| 69                                       | 70                                       |                                          |
| </img> <br /> 1 يونيو 2076               | </img> <br /> 13 يونيو 2094              |                                          |

### سلسلة اينكس
هذا الكسوف هو جزء من دورة اينكس طويلة الأمد، يتكرر عند العقد المتناوبة، كل 358 شهرًا سينوديًا (≈ 10571.95 يومًا، أو 29 عامًا ناقص 20 يومًا).
مظهرها وخط طولها غير منتظمين بسبب عدم التزامن مع الشهر غير الطبيعي (فترة الحضيض). ومع ذلك، فإن مجموعات 3 دورات اينكس (87 سنة ناقص شهرين) تقترب (≈ 1،151.02 شهرًا غير طبيعي)، لذا فإن الكسوف متشابه في هذه المجموعات.
| أعضاء سلسلة اينكس بين عامي 1901 و2100: | أعضاء سلسلة اينكس بين عامي 1901 و2100: | أعضاء سلسلة اينكس بين عامي 1901 و2100: |
| -------------------------------------- | -------------------------------------- | -------------------------------------- |
| 22 نوفمبر 1919 (ساروس 141)             | 1 نوفمبر 1948 (ساروس 142)              | 12 أكتوبر 1977 (ساروس 143)             |
| 22 سبتمبر 2006 (ساروس 144)             | 2 سبتمبر 2035 (ساروس 145)              | 12 أغسطس 2064 (ساروس 146)              |
| 23 يوليو 2093 (ساروس 147)              |                                        |                                        |

### سلسلة تريتوس
هذا الكسوف هو جزء من دورة تريتوس، يتكرر عند العقد المتناوبة كل 135 شهرًا متزامنًا (≈ 3986.63 يومًا، أو 11 عامًا ناقص شهر واحد). مظهرها وخط طولها غير منتظمين بسبب نقص التزامن مع الشهر غير الطبيعي (فترة الحضيض)، لكن التجمعات المكونة من 3 دورات تريتوس (33 عامًا ناقص 3 أشهر) تقترب (≈ 434.044 شهرًا غير طبيعي)، لذا فإن الكسوف متشابه في هذه التجمعات.
| أعضاء سلسلة تريتوس بين عامي 1901 و2100 | أعضاء سلسلة تريتوس بين عامي 1901 و2100 | أعضاء سلسلة تريتوس بين عامي 1901 و2100 | أعضاء سلسلة تريتوس بين عامي 1901 و2100 |
| -------------------------------------- | -------------------------------------- | -------------------------------------- | -------------------------------------- |
| 9 سبتمبر 1904 (ساروس 133)              | 10 أغسطس 1915 (ساروس 134)              | 9 يوليو 1926 (ساروس 135)               |                                        |
| 8 يونيو 1937 (ساروس 136)               | 9 مايو 1948 (ساروس 137)                | 8 أبريل 1959 (ساروس 138)               |                                        |
| 7 مارس 1970 (ساروس 139)                | 4 فبراير 1981 (ساروس 140)              | 4 يناير 1992 (ساروس 141)               |                                        |
| 4 ديسمبر 2002 (ساروس 142)              | 3 نوفمبر 2013 (ساروس 143)              | 2 أكتوبر 2024 (ساروس 144)              |                                        |
| 2 سبتمبر 2035 (ساروس 145)              | 2 أغسطس 2046 (ساروس 146)               | 1 يوليو 2057 (ساروس 147)               |                                        |
| 31 مايو 2068 (ساروس 148)               | 1 مايو 2079 (ساروس 149)                | 31 مارس 2090 (ساروس 150)               |                                        |

### سلسلة ميتونيك
تتكرر السلسلة ميتونيك كل 19 عامًا (6939.69 يومًا)، وتستمر حوالي 5 دورات. يحدث الكسوف في نفس تاريخ التقويم تقريبًا. بالإضافة إلى ذلك، تتكرر سلسلة اكتون الفرعية 1/5 من ذلك أو كل 3.8 سنوات (1387.94 يومًا). تحدث جميع الكسوفات في هذا الجدول عند العقدة الهابطة للقمر.
| 21 أحداث الكسوف بين 21 يونيو 1982 و21 يونيو 2058 | 21 أحداث الكسوف بين 21 يونيو 1982 و21 يونيو 2058 | 21 أحداث الكسوف بين 21 يونيو 1982 و21 يونيو 2058 | 21 أحداث الكسوف بين 21 يونيو 1982 و21 يونيو 2058 | 21 أحداث الكسوف بين 21 يونيو 1982 و21 يونيو 2058 |
| يونيو21                                          | أبريل 8–9                                        | يناير26                                          | نوفمبر 13–14                                     | سبتمبر 1–2                                       |
| 107                                              | 109                                              | 111                                              | 113                                              | 115                                              |
| ------------------------------------------------ | ------------------------------------------------ | ------------------------------------------------ | ------------------------------------------------ | ------------------------------------------------ |
| يونيو21, 1963                                    | أبريل 9, 1967                                    | يناير26, 1971                                    | نوفمبر 14, 1974                                  | سبتمبر 2, 1978                                   |
| 117                                              | 119                                              | 121                                              | 123                                              | 125                                              |
| يونيو21, 1982 [الإنجليزية]                       | أبريل 9, 1986 [الإنجليزية]                       | يناير26, 1990 [الإنجليزية]                       | نوفمبر 13, 1993 [الإنجليزية]                     | سبتمبر 2, 1997 [الإنجليزية]                      |
| 127                                              | 129                                              | 131                                              | 133                                              | 135                                              |
| يونيو21, 2001                                    | أبريل 8, 2005                                    | يناير26, 2009                                    | نوفمبر 13, 2012                                  | سبتمبر 1, 2016                                   |
| 137                                              | 139                                              | 141                                              | 143                                              | 145                                              |
| يونيو21, 2020                                    | أبريل 8, 2024                                    | يناير26, 2028                                    | نوفمبر 14, 2031                                  | سبتمبر 2, 2035                                   |
| 147                                              | 149                                              | 151                                              | 153                                              | 155                                              |
| يونيو21, 2039 [الإنجليزية]                       | أبريل 9, 2043 [الإنجليزية]                       | يناير26, 2047 [الإنجليزية]                       | نوفمبر 14, 2050 [الإنجليزية]                     | سبتمبر 2, 2054 [الإنجليزية]                      |
| 157                                              |                                                  |                                                  |                                                  |                                                  |
| يونيو21, 2058 [الإنجليزية]                       |                                                  |                                                  |                                                  |                                                  |

## روابط خارجية
- رسومات ناسا
- خريطة تفاعلية للكسوف من وكالة ناسا
- www.solar-eclipse.de - متوسط التغطية السحابية والمدن على طول مسار الكسوف
- رسومات ناسا